# Arthur L. Day Medal
Die Arthur L. Day Medal  (deutsch „Arthur-L.-Day-Medaille“) ist ein Preis für Geowissenschaften der Geological Society of America. Sie ist nach Arthur Louis Day benannt. Sie wird jährlich (oder in größeren Abständen) für herausragende Leistungen bei der Lösung geologischer Probleme durch Anwendung physikalischer oder chemischer Methoden vergeben.
Es gibt auch einen Arthur-L.-Day-Preis der National Academy of Sciences.

## Preisträger
- 1948 George W. Morey
- 1949 Maurice Ewing
- 1950 Albert Francis Birch
- 1951 Martin J. Buerger
- 1952 Sterling Hendricks
- 1953 John F. Schairer
- 1954 Marion King Hubbert
- 1955 Earl Ingerson
- 1956 Alfred Nier
- 1957 Hugo Benioff
- 1958 John Verhoogen
- 1959 Edward C. Bullard
- 1960 Konrad B. Krauskopf
- 1961 Willard F. Libby
- 1962 Hatten Schuyler Yoder
- 1963 Keith Edward Bullen
- 1964 James Burleigh Thompson Jr.
- 1965 Walter H. Munk
- 1966 Robert M. Garrels
- 1967 O. Frank Tuttle
- 1968 Frederick J. Vine
- 1969 Harold C. Urey
- 1970 Gerald J. Wasserburg
- 1971 Hans P. Eugster
- 1972 Frank Press
- 1973 David T. Griggs
- 1974 A. E. Ringwood
- 1975 Allan V. Cox
- 1976 Hans Ramberg
- 1977 Akiho Miyashiro
- 1978 Samuel Epstein
- 1979 Walter M. Elsasser
- 1980 Henry G. Thode
- 1981 Donald L. Turcotte
- 1982 Eugene M. Shoemaker
- 1983 Harmon Craig
- 1984 Wallace S. Broecker
- 1985 Freeman Gilbert
- 1986 E-an Zen
- 1987 Don L. Anderson
- 1988 Claude J. Allègre
- 1989 Dan McKenzie
- 1990 William S. Fyfe
- 1991 Ian S. E. Carmichael
- 1992 Susan Werner Kieffer
- 1993 Hugh P. Taylor Jr.
- 1994 David Walker
- 1995 Thomas J. Ahrens
- 1996 Robert A. Berner
- 1997 Edward A. Irving
- 1998 E. Bruce Watson
- 1999 Donald J. DePaolo
- 2000 Stephen John Sparks
- 2001 Richard J. O’Connell
- 2002 Richard G. Gordon
- 2003 Dennis V. Kent
- 2004 Edward M. Stolper
- 2005 Donald W. Forsyth
- 2006 Frank M. Richter
- 2007 Mary Lou Zoback
- 2008 Kenneth A. Farley
- 2009 T. Mark Harrison
- 2010 George E. Gehrels
- 2011 Susan L. Brantley
- 2012 John M. Eiler
- 2013 Rick Carlson
- 2014 Lisa Tauxe
- 2015 Jerry X. Mitrovica
- 2016 Donald B. Dingwell
- 2017 Neal R. Iverson
- 2018 Jay Quade
- 2019 John W. Valley
- 2020 Ariel D. Anbar
- 2021 Katherine Freeman
- 2022 Timothy W. Lyons
- 2023 Isabel Patricia Montañez
- 2024 Janice L. Bishop
- 2025 Hailiang Dong